# Djougou
Djougou es una ciudad de Benín, en la zona central del país. Se encuentra a  unos 40 kilómetros de la frontera con Togo, a las puertas del macizo de Atakora.
Es la principal ciudad de la región de Donga con 237.040 habitantes (2009) y una de las ciudades de mayor crecimiento del país (en 1979 solo contaba con 28.934 habitantes). La comuna cubre una área de 3.996 kilómetros cuadrados.

## Información general
Djougou es una ciudad de Benín, específicamente en la zona central del país. Es la ciudad más conocida y capital de la región de Donga y se considera la capital comercial de la región Atacora-Donga. Ha sido una de las ciudades con más rápido crecimiento, suponiendo que en 1979 solo tenía 28.934 habitantes.

## Demografía
En 2002, 181 895 personas residían en Djougou, sin embargo la última encuesta o censo realizado (2009) dictaminó que vivían 237 040 personas.

## Ciudades hermanadas
- Évreux, Francia
- Al  Wakrah, Catar

- Datos: Q868198
- Multimedia: Djougou / Q868198